# Kia Silverbrook

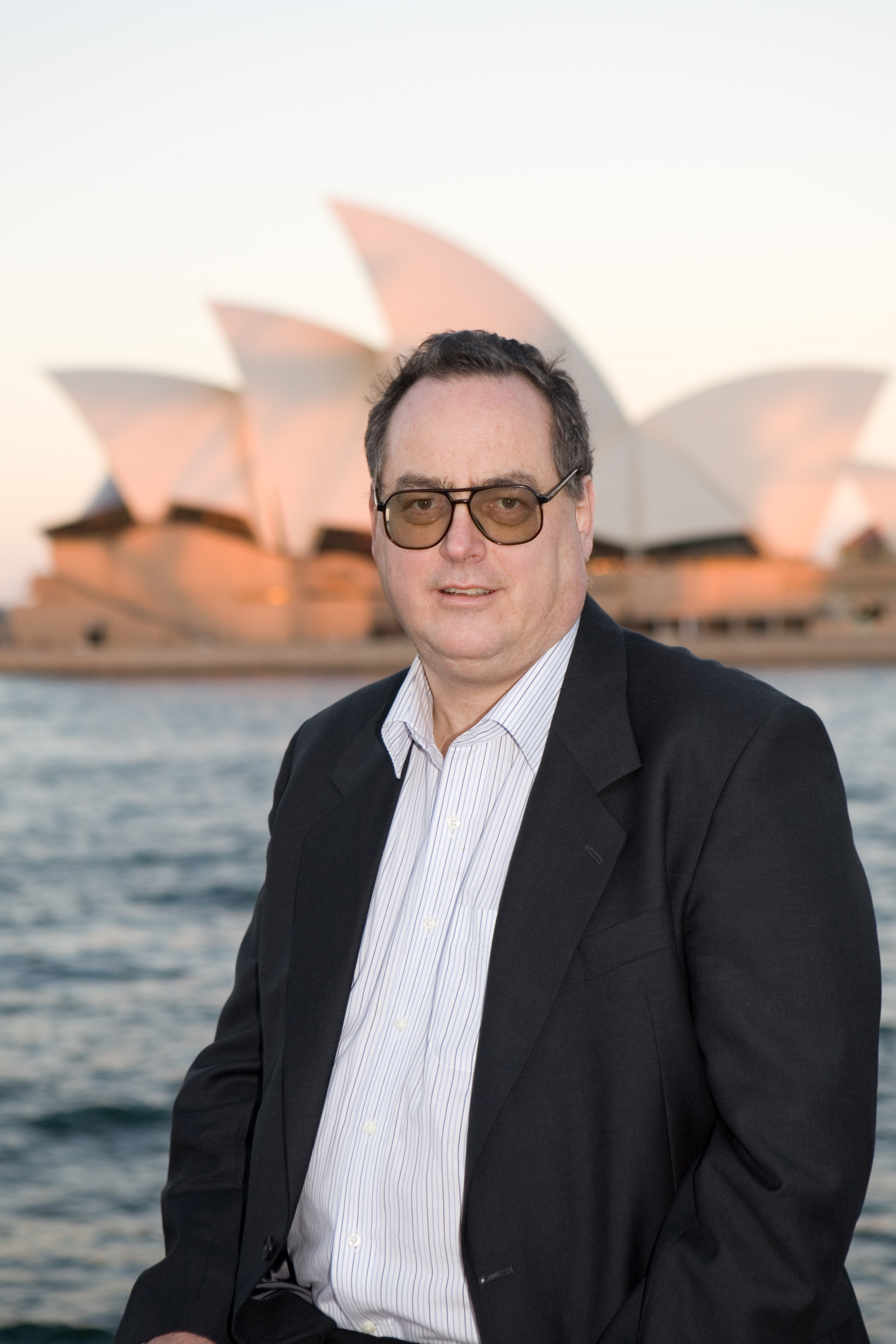
Kia Silverbrook

Kia Silverbrook (* 1958) ist ein australischer Erfinder.

## Leben
Silverbrook ist Mitbegründer von Silverbrook Research, einer 1994 gegründeten Firma für Forschung und Entwicklung. Im Jahr 2002 war er Mitbegründer von Memjet, einer Firma zur Entwicklung von Druckern. Letztere wird 2020 zu den wichtigsten Herstellern von Druckköpfen gezählt.

## Leistungen
Er vereinigt über 4000 anerkannte US-Patente auf seiner Person und hat international über 9800 Patent-Anträge gestellt.  Er wird als „produktivster Erfinder der Welt“ bezeichnet.